# Білоконі (Новосанжарський район)
Білоконі — колишнє село в Україні, у Новосанжарському районі Полтавської області.
Село позначене на 3-версній карті 1860-1870-х рр. під такою ж назвою як хутір на 22 двори. Також в межах села розташовувався хутір Шарми на 8 дворів.
Село зняте з обліку рішенням Полтавської обласної ради від 17 серпня 1999 року, у зв'язку із переселенням жителів.